# Петрунин, Павел Иванович
Павел Иванович Петрунин (1895 — 18 февраля 1938, Ленинград, РСФСР) — советский военный и партийный деятель, первый секретарь Псковского окружкома ВКП(б) (1935—1937).

## Биография
Участник Первой мировой войны. Воевал на Юго-Западном фронте, был контужен, после лазарета направлен в команду связи Особой армии, сблизился с большевиками, на 1-м армейском съезде солдатских депутатов в Луцке вступил в РСДРП.
Член РСДРП(б) с августа 1917 г.
С 1918 года — в Красной Армии, воевал против Юденича, на польском фронте.
Делегат съезда РКП(б), участник подавления Кронштадтского мятежа (1921).
В дальнейшем на различных должностях в Красной Армии: начальник отдела Политуправления Московского Военного округа, помощник командира и комиссара корпуса.
В 1932 году — слушатель Курсов марксизма-ленинизма при ЦК ВКП(б).
В 1932—1934 годах — начальник политического отдела машинно-тракторной станции.
В 1934—1935 годах — заместитель начальника Политического управления машинно-тракторных станций Народного комиссариата земледелия СССР.
В 1935—1937 годах — первый секретарь Псковского окружного комитета ВКП(б).
Избирался делегатом XI, XII, XVI и XVII съездов ВКП(б).
Арестован 1 ноября 1937 года, а 18 февраля 1938 года Военной Коллегией Верховного Суда СССР по обвинению ст. 58-7-11 УК РСФСР приговорен к высшей мере наказания.
Реабилитирован 15 сентября 1956 г.